# The Day Is My Enemy (canción)
«The Day Is My Enemy» es un sencillo promocional del grupo británico de música electrónica The Prodigy. Fue lanzado el 26 de febrero de 2015 e incluido en el álbum del mismo nombre.

## Contexto
Esta es la última canción compuesta para el álbum homónimo. En una entrevista con BBC Radio 6 Music, Liam Howlett explicó que la idea de «The Day Is My Enemy» surgió cuando un amigo suyo, Olly Burden, le presentó un riff de guitarra que había compuesto, que se convertiría en la base principal de la canción final. Howlett tuvo una idea para una canción y le pidió permiso para usar el riff, encontrando que el resultado era lo suficientemente bueno como para usarlo como canción de apertura.
La canción también incluye tambores adicionales interpretados por el grupo suizo de drum and bugle crops Top Secret Drum Corps.

## Video musical
El 7 de mayo de 2015, The Prodigy anunció el lanzamiento de un video en vivo, el cual fue filmado en un concierto que realizó la banda en el Future Music Festival, en Australia. El videoclip fue compartido a través de YouTube el mismo día.

## Lista de canciones
| Descarga digital |                       |          |  |
| N.º              | Título                | Duración |  |
| 1.               | «The Day Is My Enemy» | 4:24     |  |

| Maxi CD-R promocional |                                                       |          |  |
| N.º                   | Título                                                | Duración |  |
| 1.                    | «The Day Is My Enemy» (LH Edit)                       | 3:37     |  |
| 2.                    | «The Day Is My Enemy» (Liam H Remix feat Dope D.O.D.) | 2:55     |  |
| 3.                    | «Shut 'em Up» (vs Public Enemy vs Manfred Mann)       | 4:12     |  |

| Versiones oficiales y remixes |                                                                       |          |  |
| N.º                           | Título                                                                | Duración |  |
| 1.                            | «The Day Is My Enemy» (feat. Dope D.O.D.; Liam H Remix)               | 2:53     |  |
| 2.                            | «The Day Is My Enemy» (Caspa Remix)                                   | 3:30     |  |
| 3.                            | «The Day Is My Enemy» (Chris Avantgarde Remix)                        | 3:52     |  |
| 4.                            | «The Day Is My Enemy» (LH Edit)                                       | 3:36     |  |
| 5.                            | «The Day Is My Enemy» (feat. Dope D.O.D.; Liam H Remix, Instrumental) | 2:53     |  |

## Posicionamiento en listas
| Lista (2015)                   | Mejor posición |
| ------------------------------ | -------------- |
| Reino Unido (UK Dance Chart)   | 30             |
| Reino Unido (UK Singles Chart) | 136            |

## Personal
Créditos adaptados de la nota de álbum de The Day Is My Enemy.
The Prodigy
- Liam Howlett: sintetizadores, programación
- Maxim Reality: voz

Otros artistas
- Martina Topley-Bird: voz
- Paul «Dirtcandy» Jackson: voz
- Top Secret Drum Corps: batería

Producción
- Liam Howlett: producción
- Neil McLellan: producción
- John Davis: masterización